# Tachia siwertii
Tachia siwertii är en gentianaväxtart som beskrevs av Struwe, Kinkade och Maas. Tachia siwertii ingår i släktet Tachia och familjen gentianaväxter. Inga underarter finns listade i Catalogue of Life.